# Воропаи (Липоводолинский район)
Воропаи (укр. Воропаї) — село, Московский сельский совет,
Липоводолинский район, Сумская область, Украина. Код КОАТУУ — 5923283203. Население по переписи 2001 года составляло 48 человек.

## Географическое положение
Село Воропаи находится в 1,5 км от левого берега реки Хорол. На расстоянии в 1 км расположено село Перемога, в 3-х км — село Беево.
По селу протекает пересыхающий ручей с запрудой.